# فولكان باباجان
فولكان باباجان (بالتركية: Volkan Babacan)‏ (مواليد 11 أغسطس 1988) هو لاعب كرة قدم تركي محترف يجيد اللعب حارس مرمى مع نادي إسطنبول باشاك شهر.
كان أول ظهور دولي له مع المنتخب التركي أمام لاتفيا يوم 13 أكتوبر 2014 في مباراة انتهت بالتعادل الإيجابي 1–1 ضمن تصفيات بطولة أمم أوروبا لكرة القدم 2016.

## روابط خارجية
- فولكان باباجان على موقع الاتحاد الأوربي (الإنجليزية)
- فولكان باباجان على موقع اتحاد تركيا (لاعب) (الإنجليزية)
- فولكان باباجان على موقع قاعدة بيانات كرة القدم.إي يو (الإنجليزية)
- فولكان باباجان على موقع ناشيونال فوتبول تيمز (الإنجليزية)
- فولكان باباجان على موقع Soccerway.com (الإنجليزية)
- فولكان باباجان على موقع عالم كرة القدم.نت (الإنجليزية)
- فولكان باباجان على موقع AS.com (الإسبانية)